# Wolverhampton Wanderers Football Club 2019-2020
Questa voce raccoglie le informazioni riguardanti il Wolverhampton Wanderers nelle competizioni ufficiali della stagione 2019-2020.

## Maglie e sponsor
Il fornitore tecnico per la stagione 2019-2020 è Adidas, mentre lo sponsor di maglia è ManBetX.
| Casa | Trasferta |

## Rosa
| N. |                        | Ruolo | Calciatore             |
| -- | ---------------------- | ----- | ---------------------- |
| 2  | Irlanda (bandiera)     | D     | Matt Doherty           |
| 4  | Spagna (bandiera)      | D     | Jesús Vallejo          |
| 5  | Inghilterra (bandiera) | D     | Ryan Bennett           |
| 6  | Portogallo (bandiera)  | C     | Bruno Jordão           |
| 7  | Portogallo (bandiera)  | A     | Pedro Neto             |
| 8  | Portogallo (bandiera)  | C     | Rúben Neves            |
| 9  | Messico (bandiera)     | A     | Raúl Jiménez           |
| 10 | Italia (bandiera)      | A     | Patrick Cutrone        |
| 10 | Portogallo (bandiera)  | A     | Daniel Podence         |
| 11 | Portogallo (bandiera)  | P     | Rui Patrício           |
| 15 | Francia (bandiera)     | D     | Willy Boly             |
| 16 | Inghilterra (bandiera) | D     | Conor Coady (capitano) |

| N. |                        | Ruolo | Calciatore         |
| -- | ---------------------- | ----- | ------------------ |
| 17 | Inghilterra (bandiera) | C     | Morgan Gibbs-White |
| 18 | Portogallo (bandiera)  | A     | Diogo Jota         |
| 19 | Spagna (bandiera)      | D     | Jonny              |
| 21 | Inghilterra (bandiera) | P     | John Ruddy         |
| 27 | Marocco (bandiera)     | C     | Romain Saïss       |
| 28 | Portogallo (bandiera)  | C     | João Moutinho      |
| 29 | Portogallo (bandiera)  | D     | Rúben Vinagre      |
| 32 | Belgio (bandiera)      | D     | Leander Dendoncker |
| 37 | Spagna (bandiera)      | C     | Adama Traoré       |
| 49 | Inghilterra (bandiera) | D     | Max Kilman         |
| 59 | Danimarca (bandiera)   | D     | Oskar Buur         |

## Calciomercato

### Sessione estiva
| Acquisti         | Acquisti             | Acquisti            | Acquisti                |
| R.               | Nome                 | da                  | Modalità                |
| ---------------- | -------------------- | ------------------- | ----------------------- |
| D                | Jesús Vallejo        | Real Madrid         | prestito                |
| C                | Flávio Cristóvão     | Desp. Aves          | svincolato              |
| C                | Leander Dendoncker   | Anderlecht          | definitivo (13,5 mln €) |
| C                | Bruno Jordão         | Lazio               | definitivo (9,2 mln €)  |
| A                | Patrick Cutrone      | Milan               | definitivo (18 mln €)   |
| A                | Raúl Jiménez         | Benfica             | definitivo (38 mln €)   |
| A                | Pedro Neto           | Lazio               | definitivo (18,3 mln €) |
| Altre operazioni |                      |                     |                         |
| R.               | Nome                 | da                  | Modalità                |
| P                | Jack Ruddy           | S.S. Reyes          | fine prestito           |
| D                | Sylvain Deslandes    | Jumilla             | fine prestito           |
| D                | Ethan Ebanks-Landell | Rochdale            | fine prestito           |
| D                | Cyriaque Mayounga    | Olympique Lione     | definitivo              |
| D                | Roderick Miranda     | Olympiacos          | fine prestito           |
| D                | Raphaël Nya          | Paris Saint-Germain | definitivo              |
| D                | Phil Ofosu-Ayeh      | Kickers Würzburg    | fine prestito           |
| C                | Dai Wai-tsun         | Oxford Utd          | definitivo              |
| C                | Lee Harkin           | Moyola Park         | definitivo              |
| C                | Christián Herc       | DAC Dunajská Streda | fine prestito           |
| C                | Owen Hesketh         | Manchester City     | definitivo              |
| C                | Jack Scott           | Linfield            | definitivo              |
| C                | Meritan Shabani      | Bayern Monaco       | definitivo              |
| C                | Hong Wan             | Yeovil Town         | definitivo              |
| C                | Ming-Yang Yang       | Jumilla             | fine prestito           |
| C                | Michał Żyro          | Pogoń Stettino      | fine prestito           |
| A                | Léo Bonatini         | Nottingham Forest   | fine prestito           |
| A                | Erik Bugarin         | Celta Vigo          | definitivo              |
| A                | Renat Dadaşov        | Estoril Praia       | definitivo              |
| A                | Bright Enobakhare    | Coventry City       | fine prestito           |
| A                | Rafa Mir             | Las Palmas          | fine prestito           |

| Cessioni         | Cessioni             | Cessioni                         | Cessioni               |
| R.               | Nome                 | a                                | Modalità               |
| ---------------- | -------------------- | -------------------------------- | ---------------------- |
| P                | Will Norris          | Ipswich Town                     | prestito               |
| D                | Kortney Hause        | Aston Villa                      | definitivo (3,4 mln €) |
| C                | Ivan Cavaleiro       | Fulham                           | prestito               |
| A                | Hélder Costa         | Leeds Utd                        | prestito               |
| Altre operazioni |                      |                                  |                        |
| R.               | Nome                 | a                                | Modalità               |
| P                | James Pardington     | Bath City                        | prestito               |
| P                | Jack Ruddy           | Ross County                      | svincolato             |
| D                | Kevin Berkoe         | Oxford Utd                       | svincolato             |
| D                | Sylvain Deslandes    | Lokomotiv Plovdiv                | prestito               |
| D                | Ethan Ebanks-Landell | Shrewsbury Town                  | svincolato             |
| D                | Ben Goodliffe        | Sutton Utd                       | svincolato             |
| D                | Aaron Hayden         | Carlisle Utd                     | svincolato             |
| D                | Cameron John         | Doncaster                        | prestito               |
| D                | Diego Lattie         |                                  | svincolato             |
| D                | Ryan Leak            | Burgos                           | svincolato             |
| D                | Roderick Miranda     | Famalicão                        | prestito               |
| C                | João Caiado          | Famalicão                        | definitivo             |
| C                | Ryan Giles           | Shrewsbury Town                  | prestito               |
| C                | Pedro Gonçalves      | Famalicão                        | definitivo             |
| C                | Christián Herc       | Viktoria Plzeň                   | prestito               |
| C                | Connor Ronan         | DAC Dunajská Streda              | prestito               |
| C                | Michał Żyro          | Korona Kielce                    | svincolato             |
| A                | Léo Bonatini         | Vitória Guimarães                | prestito               |
| A                | Renat Dadaşov        | Paços Ferreira                   | prestito               |
| A                | Niall Ennis          | Doncaster                        | prestito               |
| A                | Bright Enobakhare    | Wigan                            | prestito               |
| A                | Carlos Heredia       |                                  | svincolato             |
| A                | Rafa Mir             | Nottingham Forest                | prestito               |
| A                | Enzo Sauvage         | Athlético Aix Marseille Provence | svincolato             |
| A                | Sherwin Seedorf      | Motherwell                       | svincolato             |
| A                | Donovan Wilson       | Burgos                           | svincolato             |

### Sessione invernale
| Acquisti         | Acquisti          | Acquisti            | Acquisti                |
| R.               | Nome              | da                  | Modalità                |
| ---------------- | ----------------- | ------------------- | ----------------------- |
| C                | Ivan Cavaleiro    | Fulham              | fine prestito           |
| C                | Enzo Loiodice     | Digione             | prestito                |
| C                | Daniel Podence    | Olympiacos          | definitivo (19,6 mln €) |
| Altre operazioni |                   |                     |                         |
| R.               | Nome              | da                  | Modalità                |
| C                | Connor Ronan      | DAC Dunajská Streda | fine prestito           |
| A                | Leonardo Campana  | Barcelona SC        | definitivo              |
| A                | Renat Dadaşov     | Paços Ferreira      | fine prestito           |
| A                | Bright Enobakhare | Wigan               | fine prestito           |
| A                | Rafa Mir          | Nottingham Forest   | fine prestito           |

| Cessioni         | Cessioni        | Cessioni    | Cessioni                |
| R.               | Nome            | a           | Modalità                |
| ---------------- | --------------- | ----------- | ----------------------- |
| D                | Jesús Vallejo   | Real Madrid | fine prestito           |
| C                | Ivan Cavaleiro  | Fulham      | definitivo (11,8 mln €) |
| A                | Patrick Cutrone | Fiorentina  | prestito                |
| Altre operazioni |                 |             |                         |
| R.               | Nome            | a           | Modalità                |
| C                | Connor Ronan    | Blackpool   | prestito                |
| A                | Rafa Mir        | Huesca      | prestito                |

## Risultati

### Premier League
| Leicester 11 agosto 2019, ore 14:00 WEST 1ª giornata | Leicester City | 0 – 0 referto | Wolverhampton | King Power Stadium (32 015 spett.)\| Arbitro: \| Marriner \| |
| Arbitro:                                             | Marriner       |               |               |                                                              |

| Arbitro: | Moss |

|           |           |             |
| Neves 55’ | Marcatori | 27’ Martial |

| Arbitro: | Pawson |

|                      |           |            |
| Jiménez 90+7’ (rig.) | Marcatori | 13’ Barnes |

| Arbitro: | Taylor |

|                               |           |                      |
| Richarlison 5’, 80’ Iwobi 12’ | Marcatori | 9’ Saïss 75’ Jiménez |

| Arbitro: | Scott |

|                                |           |                                              |
| Abraham 69’ (aut.) Cutrone 85’ | Marcatori | 31’ Tomori 34’, 41’, 55’ Abraham 90+6’ Mount |

| Arbitro: | Attwell |

|                       |           |            |
| Dendoncker 46’ (aut.) | Marcatori | 90+5’ Jota |

| Arbitro: | Tierney |

|                                |           |  |
| Doherty 18’ Janmaat 61’ (aut.) | Marcatori |  |

| Arbitro: | Pawson |

|  |           |                   |
|  | Marcatori | 80’, 90+4’ Traoré |

| Arbitro: | Bankes |

|                    |           |          |
| Jiménez 61’ (rig.) | Marcatori | 53’ Ings |

| Arbitro: | Friend |

|               |           |           |
| Lascelles 37’ | Marcatori | 73’ Jonny |

| Arbitro: | Oliver |

|                |           |             |
| Aubameyang 21’ | Marcatori | 76’ Jiménez |

| Arbitro: | Taylor |

|                       |           |                 |
| Neves 41’ Jiménez 84’ | Marcatori | 90+2’ Trézéguet |

| Arbitro: | Hooper |

|          |           |                          |
| Cook 59’ | Marcatori | 21’ Moutinho 31’ Jiménez |

| Arbitro: | Coote |

|             |           |            |
| Doherty 64’ | Marcatori | 2’ Mousset |

| Arbitro: | Marriner |

|                            |           |  |
| Dendoncker 23’ Cutrone 86’ | Marcatori |  |

| Arbitro: | Moss |

|                        |           |               |
| Maupay 34’ Pröpper 36’ | Marcatori | 28’, 44’ Jota |

| Arbitro: | Attwell |

|            |           |                           |
| Traoré 67’ | Marcatori | 8’ Lucas 90+1’ Vertonghen |

| Arbitro: | Bankes |

|              |           |                       |
| Cantwell 17’ | Marcatori | 60’ Saïss 81’ Jiménez |

| Arbitro: | Atkinson |

|                                    |           |                   |
| Traoré 55’ Jiménez 82’ Doherty 90’ | Marcatori | 25’, 50’ Sterling |

| Arbitro: | Taylor |

|          |           |  |
| Mané 42’ | Marcatori |  |

| Arbitro: | Madley |

|                           |           |          |
| Deulofeu 30’ Doucouré 49’ | Marcatori | 60’ Neto |

| Arbitro: | Bankes |

|                |           |            |
| Dendoncker 14’ | Marcatori | 7’ Almirón |

| Arbitro: | England |

|                       |           |                                  |
| Bednarek 15’ Long 35’ | Marcatori | 53’ Neto 65’ (rig.), 76’ Jiménez |

| Arbitro: | Oliver |

|             |           |                          |
| Jiménez 51’ | Marcatori | 8’ Henderson 84’ Firmino |

| Manchester 1º febbraio 2020, ore 17:30 WET 25ª giornata | Manchester Utd | 0 – 0 referto | Wolverhampton | Old Trafford (73 363 spett.)\| Arbitro: \| Tierney \| |
| Arbitro:                                                | Tierney        |               |               |                                                       |

| Wolverhampton 14 febbraio 2020, ore 20:00 WET 26ª giornata | Wolverhampton | 0 – 0 referto | Leicester City | Molineux Stadium (31 682 spett.)\| Arbitro: \| Dean \| |
| Arbitro:                                                   | Dean          |               |                |                                                        |

| Arbitro: | Kavanagh |

|                           |           |  |
| Jota 19’, 30’ Jiménez 50’ | Marcatori |  |

| Arbitro: | Attwell |

|                         |           |                                  |
| Bergwijn 13’ Aurier 45’ | Marcatori | 27’ Doherty 57’ Jota 73’ Jiménez |

| Wolverhampton 7 marzo 2020, ore 15:00 WET 29ª giornata | Wolverhampton | 0 – 0 referto | Brighton | Molineux Stadium (31 490 spett.)\| Arbitro: \| Marriner \| |
| Arbitro:                                               | Marriner      |               |          |                                                            |

| Arbitro: | Taylor |

|  |           |                      |
|  | Marcatori | 73’ Jiménez 84’ Neto |

| Arbitro: | Oliver |

|             |           |  |
| Jiménez 60’ | Marcatori |  |

| Arbitro: | Pawson |

|  |           |                |
|  | Marcatori | 62’ Dendoncker |

| Arbitro: | Oliver |

|  |           |                        |
|  | Marcatori | 43’ Saka 86’ Lacazette |

| Arbitro: | Atkinson |

|            |           |  |
| Egan 90+3’ | Marcatori |  |

| Arbitro: | Taylor |

|                                              |           |  |
| Jiménez 45+2’ (rig.) Dendoncker 46’ Jota 74’ | Marcatori |  |

| Arbitro: | Dean |

|                   |           |             |
| Wood 90+6’ (rig.) | Marcatori | 76’ Jiménez |

| Arbitro: | Bankes |

|                       |           |  |
| Podence 41’ Jonny 68’ | Marcatori |  |

| Arbitro: | Attwell |

|                          |           |  |
| Mount 45+1’ Giroud 45+4’ | Marcatori |  |

### FA Cup
| Wolverhampton 4 gennaio 2020, ore 17:31 WET Terzo turno | Wolverhampton | 0 – 0 referto | Manchester Utd | Molineux Stadium (31 381 spett.)\| Arbitro: \| Tierney \| |
| Arbitro:                                                | Tierney       |               |                |                                                           |

| Arbitro: | Friend |

|          |           |  |
| Mata 67’ | Marcatori |  |

### League Cup
| Arbitro: | Bankes |

|                               |                      |                          |
| Jordão 27’                    | Marcatori            | 90+9’ Boyé               |
| Neves Vallejo Bennett Vinagre | Tiri di rigore 4 – 2 | Pușcaș Swift Boyé Miazga |

| Arbitro: | Mason |

|                             |           |             |
| El Ghazi 28’ Elmohamady 57’ | Marcatori | 54’ Cutrone |

### Europa League

#### Secondo turno preliminare
| Arbitro: | Karlsson |

|                        |           |  |
| Jota 37’ Vinagre 90+3’ | Marcatori |  |

| Arbitro: | Kajtazović |

|                    |           |                                                  |
| Bennett 13’ (aut.) | Marcatori | 15’, 45’ Jiménez 38’ Bennett 77’ (aut.) Forsythe |

#### Terzo turno preliminare
| Arbitro: | Fabbri |

|  |           |                                          |
|  | Marcatori | 29’ Doherty 42’, 46’ Jiménez 90+1’ Neves |

| Arbitro: | Rumšas |

|                                               |           |  |
| Neto 54’ Gibbs-White 58’ Vinagre 64’ Jota 87’ | Marcatori |  |

#### Spareggio
| Arbitro: | Soares Dias |

|                                     |           |                                        |
| De Silvestri 61’ Belotti 89’ (rig.) | Marcatori | 43’ (aut.) Bremer 59’ Jota 72’ Jiménez |

| Arbitro: | Gil Manzano |

|                            |           |             |
| Jiménez 30’ Dendoncker 58’ | Marcatori | 57’ Belotti |

#### Fase a gironi
| Arbitro: | Kehlet |

|  |           |           |
|  | Marcatori | 71’ Horta |

| Arbitro: | Lechner |

|  |           |            |
|  | Marcatori | 90+3’ Boly |

| Arbitro: | Aranovs'kyj |

|            |           |                              |
| Šporar 11’ | Marcatori | 58’ Saïss 63’ (rig.) Jiménez |

| Arbitro: | Nijhuis |

|               |           |  |
| Jiménez 90+2’ | Marcatori |  |

| Arbitro: | Kul'bakoŭ |

|                                      |           |                                    |
| Horta 6’ Paulinho 64’ Fransérgio 79’ | Marcatori | 13’ Jiménez 34’ Doherty 35’ Traoré |

| Arbitro: | Treimanis |

|                                   |           |  |
| Jota 57’, 63’, 68’ Dendoncker 67’ | Marcatori |  |

#### Fase a eliminazione diretta
| Arbitro: | Stieler |

|                              |           |  |
| Jota 15’, 67’, 81’ Neves 52’ | Marcatori |  |

| Arbitro: | Guida |

|                                |           |                        |
| Calleri 16’, 57’ (rig.), 90+1’ | Marcatori | 22’ Traoré 79’ Doherty |

| Arbitro: | Turpin |

|              |           |          |
| El-Arabi 54’ | Marcatori | 67’ Neto |

| Arbitro: | Marciniak |

|                   |           |  |
| Jiménez 8’ (rig.) | Marcatori |  |

| Arbitro: | Orsato |

|  |           |             |
|  | Marcatori | 88’ Ocampos |

## Statistiche

### Statistiche di squadra
| Competizione   | Punti | In casa | In casa | In casa | In casa | In casa | In casa | In trasferta | In trasferta | In trasferta | In trasferta | In trasferta | In trasferta | Totale | Totale | Totale | Totale | Totale | Totale | D.R. |
| Competizione   | Punti | G       | V       | N       | P       | Gf      | Gs      | G            | V            | N            | P            | Gf           | Gs           | G      | V      | N      | P      | Gf     | Gs     | D.R. |
| -------------- | ----- | ------- | ------- | ------- | ------- | ------- | ------- | ------------ | ------------ | ------------ | ------------ | ------------ | ------------ | ------ | ------ | ------ | ------ | ------ | ------ | ---- |
| Premier League | 59    | 19      | 8       | 7       | 4       | 27      | 19      | 19           | 7            | 7            | 5            | 24           | 21           | 38     | 15     | 14     | 9      | 51     | 40     | +11  |
| FA Cup         | -     | 1       | 0       | 1       | 0       | 0       | 0       | 1            | 0            | 0            | 1            | 0            | 1            | 2      | 0      | 1      | 1      | 0      | 1      | -1   |
| League Cup     | -     | 1       | 0       | 1       | 0       | 1       | 1       | 1            | 0            | 0            | 1            | 1            | 2            | 2      | 0      | 1      | 1      | 2      | 3      | -1   |
| Europa League  | 13    | 8       | 7       | 0       | 1       | 18      | 2       | 9            | 5            | 2            | 2            | 20           | 12           | 17     | 12     | 2      | 3      | 38     | 14     | +24  |
| Totale         | 72    | 29      | 15      | 9       | 5       | 46      | 22      | 30           | 12           | 9            | 9            | 45           | 36           | 59     | 27     | 18     | 14     | 91     | 58     | +33  |

### Andamento in campionato
| Giornata  | 1  | 2  | 3  | 4  | 5  | 6  | 7  | 8  | 9  | 10 | 11 | 12 | 13 | 14 | 15 | 16 | 17 | 18 | 19 | 20 | 21 | 22 | 23 | 24 | 25 | 26 | 27 | 28 | 29 | 30 | 31 | 32 | 33 | 34 | 35 | 36 | 37 | 38 |
| --------- | -- | -- | -- | -- | -- | -- | -- | -- | -- | -- | -- | -- | -- | -- | -- | -- | -- | -- | -- | -- | -- | -- | -- | -- | -- | -- | -- | -- | -- | -- | -- | -- | -- | -- | -- | -- | -- | -- |
| Luogo     | T  | C  | C  | T  | C  | T  | C  | T  | C  | T  | T  | C  | T  | C  | C  | T  | C  | T  | C  | T  | T  | C  | T  | C  | T  | C  | C  | T  | C  | T  | C  | T  | C  | T  | C  | T  | C  | T  |
| Risultato | N  | N  | N  | P  | P  | N  | V  | V  | N  | N  | N  | V  | V  | N  | V  | N  | P  | V  | V  | P  | P  | N  | V  | P  | N  | N  | V  | V  | N  | V  | V  | V  | P  | P  | V  | N  | V  | P  |
| Posizione | 13 | 13 | 15 | 17 | 19 | 19 | 13 | 11 | 13 | 12 | 12 | 8  | 5  | 6  | 5  | 6  | 8  | 6  | 5  | 7  | 7  | 7  | 6  | 7  | 7  | 7  | 6  | 6  | 7  | 6  | 6  | 6  | 6  | 6  | 6  | 6  | 6  | 7  |

Legenda:

Luogo: C = Casa; T = Trasferta. Risultato: V = Vittoria; N = Pareggio; P = Sconfitta.